# Road to Justice - Il giustiziere
Road to Justice - Il giustiziere (18 Wheels of Justice) è una serie televisiva statunitense in 44 episodi trasmessi per la prima volta nel corso di 2 stagioni dal 2000 al 2001. È conosciuta in Italia anche con il titolo 18 Wheels of Justice.

## Trama
L'agente Michael Cates ha cambiato identità dopo la morte della moglie e della figlia, uccise su ordine di un potente boss. Ora, per combattere il crimine e aiutare gli indifesi, gira gli Stati Uniti a bordo di un equipaggiatissimo camion a 18 ruote (un T2000, autoarticolato prodotto dalla ditta Kenworth).

## Personaggi
- Chance Bowman, interpretato da Lucky Vanous
- Celia 'Cie' Baxter, interpretata da Lisa Thornhill
- Lozano, interpretato da Mike White
- Burton Hardesty, interpretato da Billy Dee Williams
- Debra Cutler (5 episodi, 2000-2001), interpretata da Alex Datcher
- Jacob Calder, interpretato da G. Gordon Liddy
- Maryann Cates, interpretata da Susan Haskell
- Kris, interpretato da Kristian Rochester
- Stacy Cates, interpretata da Megan Corletto
- Martin Greenwald, interpretato da Joseph Cortese
- Jesse James Rader, interpretato da Jim Davidson
- Layla, interpretata da Tj Myers
- Jim, interpretato da Mark Gadbois
- Denise Sanders, interpretata da Brittney Powell
- Sal Primavera, interpretato da Peter Allas
- John Keane, interpretato da John DeMita
- Daniel J. Lawrence Calder, interpretato da Ken Ward
- Katie Caldwell, interpretata da  Sandra Hess.

## Produzione
La serie fu prodotta da Stu Segall Productions e girata a San Diego in California.

### Registi
Tra i registi della serie sono accreditati:
- Terence H. Winkless
- Camilo Vila
- John B. Moranville
- Robert Radler
- Ron Satlof
- Craig H. Shepherd

## Distribuzione
La serie fu trasmessa negli Stati Uniti dal 2000 al 2001. 
In Italia è stata trasmessa con il titolo 18 Wheels of Justice su Duel TV e con il titolo Road to Justice - Il giustiziere su Italia 1 e Rete 4.
Alcune delle uscite internazionali sono state:
- negli Stati Uniti il 12 gennaio 2000 (18 Wheels of Justice)
- in Francia il 12 novembre 2000 (La loi du fugitif)
- in Russia il 1º settembre 2001
- in Germania il 3 gennaio 2002 (Highway to Hell - 18 Räder aus Stahl)
- in Ungheria il 13 aprile 2002 (Országutak őrangyala)
- in Norvegia il 7 giugno 2002
- in Finlandia (Oikeutta tien pääll)
- in Italia (Road to Justice - Il giustiziere)

## Episodi

### Prima stagione
| nº | Titolo originale               | Titolo italiano | Prima TV USA     | Prima TV Italia |
| -- | ------------------------------ | --------------- | ---------------- | --------------- |
| 1  | Genesis                        |                 | 12 gennaio 2000  | 5 dicembre 2005 |
| 2  | Key to the Highway             |                 | 19 gennaio 2000  |                 |
| 3  | Mr. Invisible                  |                 | 26 gennaio 2000  |                 |
| 4  | Showdown                       |                 | 2 febbraio 2000  |                 |
| 5  | Triple Play                    |                 | 9 febbraio 2000  |                 |
| 6  | A Prize Possession             |                 | 16 febbraio 2000 |                 |
| 7  | Ordeal                         |                 | 23 febbraio 2000 |                 |
| 8  | Through a Glass, Darkly        |                 | 1º marzo 2000    |                 |
| 9  | The fire next time             |                 | 8 marzo 2000     |                 |
| 10 | Games of Chance                |                 | 15 marzo 2000    |                 |
| 11 | Two eyes for an eye            |                 | 22 marzo 2000    |                 |
| 12 | Smuggler's Blues               |                 | 21 giugno 2000   |                 |
| 13 | Ranger's chance                |                 | 5 luglio 2000    |                 |
| 14 | Wages of sin                   |                 | 12 luglio 2000   |                 |
| 15 | The road to Hell               |                 | 19 luglio 2000   |                 |
| 16 | There's something about Marvin |                 | 26 luglio 2000   |                 |
| 17 | Outside Chance                 |                 | 2 agosto 2000    |                 |
| 18 | Sleeping Dragons               |                 | 9 agosto 2000    |                 |
| 19 | Con Truck                      |                 | 16 agosto 2000   |                 |
| 20 | Legacy of blood                |                 | 23 agosto 2000   |                 |
| 21 | Caged                          |                 | 30 agosto 2000   |                 |
| 22 | Revelation                     |                 | 6 settembre 2000 |                 |

### Seconda stagione
| nº | Titolo originale        | Titolo italiano | Prima TV USA     | Prima TV Italia |
| -- | ----------------------- | --------------- | ---------------- | --------------- |
| 1  | Shattered Images        |                 | 3 gennaio 2001   | gennaio 2006    |
| 2  | Dance with the Devil    |                 | 10 gennaio 2001  |                 |
| 3  | Amore...Omertà          |                 | 17 gennaio 2001  |                 |
| 4  | Old Wive's Tale         |                 | 23 gennaio 2001  |                 |
| 5  | Honor the Father        |                 | 30 gennaio 2001  |                 |
| 6  | Criminal Trespass       |                 | 6 febbraio 2001  |                 |
| 7  | Just South of El Paso   |                 | 13 febbraio 2001 |                 |
| 8  | Hot cars, fast woman    |                 | 20 febbraio 2001 |                 |
| 9  | Countdown               |                 | 27 febbraio 2001 |                 |
| 10 | Past Imperfect          |                 | 6 marzo 2001     |                 |
| 11 | Wrong place, wrong time |                 | 13 marzo 2001    |                 |
| 12 | A place called Defiance |                 | 20 marzo 2001    |                 |
| 13 | Come back, little Diva  |                 | 27 marzo 2001    |                 |
| 14 | Slight of mind          |                 | 3 aprile 2001    |                 |
| 15 | Dream Girls             |                 | 10 aprile 2001   |                 |
| 16 | The Cage                |                 | 17 aprile 2001   |                 |
| 17 | Crossing the line       |                 | 24 aprile 2001   |                 |
| 18 | A family upside down    |                 | 1º maggio 2001   |                 |
| 19 | Once a Thief            |                 | 8 maggio 2001    |                 |
| 20 | The Game                |                 | 15 maggio 2001   |                 |
| 21 | Second Sense            |                 | 30 maggio 2001   |                 |
| 22 | The Interrogation       |                 | 6 giugno 2001    |                 |